# Miklagard
Miklagard Golf is een golfclub in Kløfta, Noorwegen.
De club werd op 1 juni 2001 opgericht en ligt ten NO van Oslo. De club heeft een 18-holes wedstrijdbaan met een par van 72 en zes oefenholes, allen ontworpen door Robert Trent Jones Jr. Het landschap is glooiend, er zijn weinig bomen en er is weinig water. In de Rolex Golf Guide staat deze baan sinds 2001 als mooiste baan in Noorwegen genoemd. Het baanrecord van 67 staat op naam van Peter Kaensche.

## Toernooien
Europese PGA Tour
- 2007: Lexus Open, gewonnen door Martin Wiegele, nadat hij George Murray in de play-off verslagen had.[1]

Europese Challenge Tour
- 2014: Norwegian Challenge, gewonnen door Benjamin Hebert